# Mohamed Mahmoud Ould Mohamedou
Mohamed Mahmoud Ould Mohamedou, en arabe : محمد محمود ولد محمدو, né le 3 avril 1968 à Atar en Mauritanie et mort le 17 septembre 2024, est ancien diplomate et professeur d'histoire internationale suisso-américano-mauritanien.

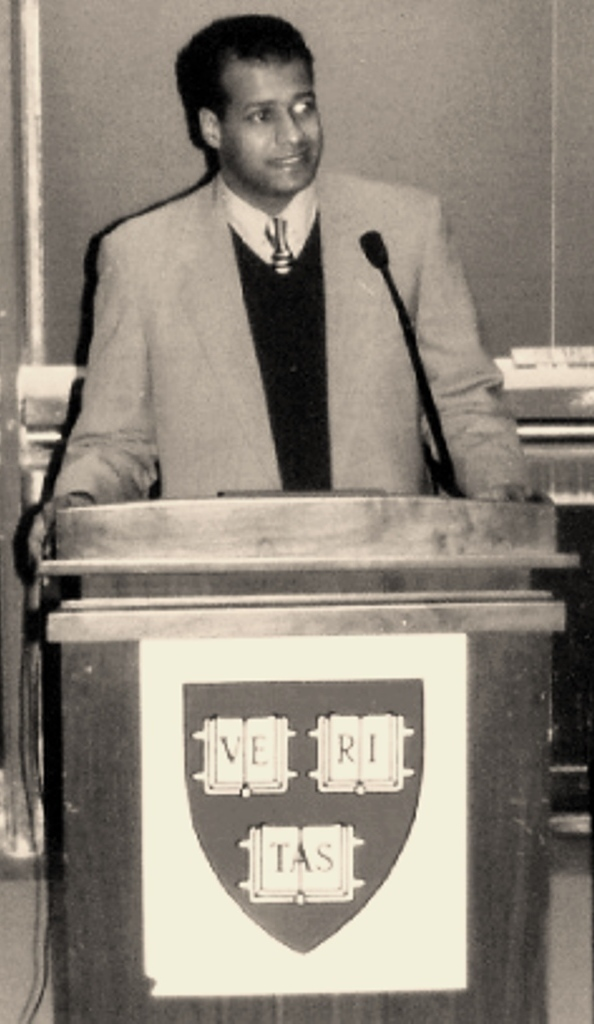
Mohamed Mahmoud Ould Mohamedou.

Il est professeur d'histoire et politique internationales à l'Institut de hautes études internationales et du développement à Genève en Suisse dont il est le directeur adjoint et a été professeur invité à l’École doctorale de Sciences Po Paris de 2014 à 2019 et à l'université de Saint-Gall en 2019-2021.
Il a été directeur adjoint du programme sur les politiques humanitaires et les recherches sur les conflits de l'université Harvard à Cambridge au Massachusetts aux États-Unis de 2004 à 2008 et a dirigé le département d'histoire et de politique internationales de l'Institut de hautes études internationales et du développement à Genève de 2017 à 2021 et a été directeur adjoint et doyen académique du Centre de politique de sécurité de Genève de 2014 à 2017. Ses domaines de recherche sont la violence politique, la formation de l'État, l'histoire internationale du racisme et l'histoire des relations internationales.
Il est considéré parmi les experts mondiaux du terrorisme transnational, et a publié une trilogie sur l'après-11 Septembre.
Il a été ministre des Affaires étrangères de Mauritanie de 2008 à 2009 et a reçu le prix Global South Distinguished Scholar en 2021 attribué par l'International Studies Association (ISA) ainsi que le prix du Collège de France en 2018.

## Biographie
Mohamedou a étudié le droit international à l'université Paris 1 Panthéon-Sorbonne. Il est titulaire d'un doctorat en sciences politiques de l'université de la ville de New York, et a été post-doctorant au Centre d'études du Moyen-Orient de l'université Harvard. Sa thèse de doctorat, supervisée par Howard H. Lenter, a porté sur le processus de décision durant la guerre du Golfe en 1991.
Il a travaillé comme chercheur associé à l'Institut Ralph Bunche des Nations Unies à New York, et a été directeur de recherche du Conseil international sur la politique des Droits de l'homme à Genève puis directeur adjoint du programme sur les politiques humanitaires et les recherches sur les conflits de l'université Harvard.
En 2008-2009, il a été ministre des affaires étrangères de la Mauritanie. 
En 2014, l'ancien secrétaire général des Nations-Unies Kofi Annan l'a nommé en tant que commissaire membre de la Commission Ouest-Africaine sur les Drogues. Il a été en 2017 membre du Haut Panel sur la Migration mis en place par la Commission économique pour l'Afrique des Nations-Unies et est depuis 2016 membre du Conseil Consultatif de Sécurité de Genève. Il a siégé au Conseil de Fondation de l'Appel de Genève en 2019-2020.
De 2014 à 2017, Mohamedou a été directeur-adjoint et doyen académique du Geneva Centre for Security Policy.
Il est l'auteur de plusieurs ouvrages dont une trilogie sur l'après-11 Septembre A Theory of ISIS - Political Violence and the Transformation of the Global Order, Understanding Al Qaeda - Global Politics and the Transformation of War et Contre-Croisade - Le 11 Septembre et Le Retournement du Monde.
Il a édité un ouvrage sur l'histoire de l'État au Moyen-Orient et en Afrique du Nord, State-Building in the Middle East and North Africa - One Hundred Years of Nationalism, Religion and Politics, et un ouvrage, avec Timothy Sisk, sur les processus de transition politique, Democratization in the 21st Century - Reviving Transitology.
Il a dirigé deux projets internationaux de recherche sur la persistance et la mutation du racisme, The Persistence and Mutation of Racism et Racial and Economic Exclusion, et sur les formes d'exclusion économique liées au racisme qui ont été présentés en septembre 2001 à la Conférence mondiale de Durban contre le racisme, la discrimination raciale, la xénophobie et l'intolérance.
En novembre 2018, le Collège de France lui a attribué son prix de reconnaissance à l'occasion d'une conférence qu'il a donnée à Paris dans l'amphithéâtre Marguerite de Navarre-Marcelin Berthelot.
En décembre 2018, la chaîne d'information internationale Al Jazeera English a diffusé un documentaire, Rethinking Radicalism, mis en scène par le réalisateur britannique Dan Davies, consacré au travail de Mohamedou sur la sécuritisation de la lutte contre le terrorisme.
En avril 2021, l'International Studies Association (ISA) lui a décerné le prix du Global South Distinguished Scholar 2021.

## Ouvrages
- Iraq and the Second Gulf War, State-Building and Regime Security, 1998
- Contre-Croisade : le 11 Septembre et le retournement du monde, 2004
- Understanding Al Qaeda - Global Politics and the Transformation of Warfare, 2011
- Democratisation in the 21st Century - Reviving Transitology, 2016
- A Theory of ISIS - Political Violence and the Transformation of the Global Order, 2018
- State-Building in the Middle East and North Africa, 2021